# Ulrich Hübner (Archäologe)
Ulrich Hübner (* 16. April 1952 in Neunkirchen (Saar)) ist ein deutscher evangelischer Theologe, Biblischer Archäologe. Von 1994 bis 2017 war er Professor am Institut für Alttestamentliche Wissenschaft und Biblische Archäologie der Christian-Albrechts-Universität zu Kiel.

## Leben
Ulrich Hübner, Sohn eines Berliners und einer Triestinerin, studierte von 1973 bis 1979 in Mainz, Basel, Bethel und Tübingen die Fächer Evangelische Theologie, Altorientalische Sprachen und Vorderasiatische Archäologie. 1979 legte er das Erste Theologische Examen ab. Von 1984 bis 1986 absolvierte er das Vikariat in Bad Kreuznach.
Von 1979 bis 1984 arbeitete Ulrich Hübner als Wissenschaftlicher Mitarbeiter für Altes Testament und Biblische Archäologie an der Evangelisch-Theologischen Fakultät der Universität Mainz. Zeitgleich hatte er von 1980 bis 1984 einen Lehrauftrag für Biblisches Hebräisch an der Katholisch-Theologischen Fakultät der Universität Mainz. Nach dem Vikariat war Ulrich Hübner von 1986 bis 1994 Assistent für Altes Testament und Biblische Archäologie an der Theologischen Fakultät Heidelberg, wo er 1991 bei Manfred Weippert promoviert wurde. Thema der 1992 von der Akademie der Wissenschaften zu Göttingen mit dem Hanns-Lilje-Preis zur Förderung der theologischen Wissenschaft ausgezeichneten Dissertation war Die Ammoniter. Untersuchungen zur Geschichte, Kultur und Religion eines transjordanischen Volkes im 1. Jahrtausend v. Chr.
Von 1994 bis 2017 war Ulrich Hübner Professor für Religionsgeschichte Israels und Archäologie Palästinas und Syriens und Direktor des Instituts für Alttestamentliche Wissenschaft und Biblische Archäologie an der Theologischen Fakultät der Christian-Albrechts-Universität zu Kiel. Von 2004 bis 2006 war er Dekan der Theologischen Fakultät der Christian-Albrechts-Universität zu Kiel.
Daneben hat Ulrich Hübner an zahlreichen Ausgrabungen auf dem Tell Be’er Scheva, der Hirbet al-Mšaš (Tel Masos) im Negev (1974–1975), auf dem Tell el-Oreme (Kinneret)/Galiläa (1982–1985) sowie in Gadara (Umm Qais)/Nordjordanien (1998) teilgenommen. 1999 arbeitete er zeitweilig im Museum in Hama/Syrien.
Von 1998 bis 2012 war Ulrich Hübner Vorsitzender des Deutschen Vereins zur Erforschung Palästinas, dessen Ehrenmitglied er seit 2022 ist. Er war Mitherausgeber der Buchreihe Asien und Afrika des Zentrums für asiatische und afrikanische Studien an der Universität Kiel.
1996-2023 leitete er archäologische Surveys in der Region um Petra in Südjordanien und die Ausgrabungen auf Umm Saisaban. Er verfasste einige Artikel im Biographisch-Bibliographischen Kirchenlexikon (BBKL).
Seit 2017 ist er im Ruhestand.

## Werke
- Die Ammoniter. Untersuchungen zur Geschichte, Kultur und Religion eines transjordanischen Volkes im 1. Jahrtausend v. Chr. (Abhandlungen des Deutschen Palästina-Vereins 16), Wiesbaden 1992, ISBN 978-3447032759
- Spiele und Spielzeug im antiken Palästina. (Orbis Biblicus et Orientalis 121), Fribourg – Göttingen 1992, ISBN 978-3525537558
- HÜBNER U. / KAMLAH J. / REINFANDT L. (eds.), Die Seidenstraße – Handel und Kulturaustausch in einem eurasiatischen Wegenetz  (Asien und Afrika. Beiträge des Zentrums für Asiatische und Afrikanische Studien an der Christian-Albrechts-Universität Kiel Bd. 3), 2. Auflage Hamburg 2005, ISBN 978-3930826636
- Hübner U. / Knauf E. A. (eds.), Kein Land für sich allein. Studien zum Kulturkontakt in Kanaan, Israel / Palästina und Ebernâri für M. Weippert zum 65. Geburtstag (Orbis Biblicus et Orientalis 186), Fribourg - Göttingen 2002
- Hübner U. / Hertog C. G. den / Münger St. (eds.), Saxa loquentur. Studien zur Archäologie Palästinas / Israels. Festschrift für V. Fritz zum 65. Geburtstag (Alter Orient und Altes Testament 302), Münster 2003
- HÜBNER U. / RICHTER A. (eds.), Wasser – Lebensmittel, Kulturgut, politische Waffe (Asien und Afrika. Beiträge des Zentrums für Asiatische und Afrikanische Studien an der Christian-Albrechts-Universität Kiel Bd. 9), Hamburg-Schenefeld 2004; ISBN 978-3930826834
- HÜBNER U. (ed.), Palaestina exploranda. Studien zur Erforschung Palästinas im 19. und 20. Jahrhundert anläßlich des 125-jährigen Bestehens des Deutschen Vereins zur Erforschung Palästinas  (Abhandlungen des Deutschen Palästina-Vereins 34), Wiesbaden 2006, ISBN 978-3447048958